# イオン浜松西店
イオン浜松西店（イオンはままつにしてん）は、静岡県浜松市中央区入野町に所在する総合スーパー(GMS)。イオンリテール株式会社が開発と運営を行っている。

## 沿革
1980年（昭和55年）11月にジャスコ浜松西店として開店。駐車場台数が最大1600台対応で、当時の住所が静岡県浜松市入野町字八反田161番1号だった。
その後、静岡県浜松市伝馬町18番地に存在したジャスコ浜松店（1961年（昭和36年）11月23日開店）の閉店に伴い、ジャスコシティ浜松に店舗名を改称。
店舗面積の増床を目的に建て替えが実施され、2001年（平成13年）8月20日にジャスコシティ浜松を閉店した。閉店時の直営店舗面積は、8,989m2だった。
建て替え工事の完了後、新たにジャスコ浜松西店を同所に2002年（平成14年）7月13日に再開業した。これと並行して、都市計画に基付いた市域の区画整理と幹線道路の拡張工事が実施されており、建物の住所が新たに設定された現在の地番に変更された。また同じ敷地内に存在した浜松信用金庫もこの時に建て替えられ、敷地内に独立して存在したマクドナルドの店舗も解体された。
2004年（平成16年）4月には、ジャスコの食品売り場が24時間営業化された（現在の営業時間はAM7:00から深夜0:00となっている。）。
ジャスコの店舗名称の廃止とイオンへの転換に伴い、2011年（平成23年）3月1日にジャスコ浜松西店を「イオン浜松西店」に改称した。
2020年（令和2年）春、大幅リニューアルが行われ、3階にはヤマダ電機イオン浜松西店がオープンした。

## テナント
詳細は公式サイトを参照。

## 交通アクセス
最寄り駅は、JR東海道本線の高塚駅下車。同駅北口より北東に徒歩で約30分（3km）に店舗がある。
最寄りバス停は、遠鉄バス「イオン浜松西店入口」バス停、または「矢田坂」バス停である。
20 志都呂宇布見線（矢田坂のみ経由）、8-22 9-22大平台線（両バス停とも経由）。